# Ледвіль
Ледвіль (англ. Leadville — «Свинцеве місто») — місто (англ. city) в США, Адміністративний центр округу Лейк штату Колорадо. Населення — 2633 особи (2020). Є найбільш високо розташованим містом (city) США, знаходиться на висоті 3082 м над рівнем моря. Аеропорт округу Лейк за 3,7 км на північний захід від міста також є найвищим у Північній Америці.

## Географія
Ледвіль розташований за координатами 39°14′48″ пн. ш. 106°17′37″ зх. д. / 39.24667° пн. ш. 106.29361° зх. д. (39.246690, -106.293513).  За даними Бюро перепису населення США в 2010 році місто мало площу 2,86 км², уся площа — суходіл.

### Клімат
Місто знаходиться у зоні, котра характеризується континентальним субарктичним кліматом. Найтепліший місяць — липень із середньою температурою 12 °C (53.6 °F). Найхолодніший місяць — лютий, із середньою температурою -9.4 °С (15.1 °F).
| Клімат Ледвіля          | Клімат Ледвіля | Клімат Ледвіля | Клімат Ледвіля | Клімат Ледвіля | Клімат Ледвіля | Клімат Ледвіля | Клімат Ледвіля | Клімат Ледвіля | Клімат Ледвіля | Клімат Ледвіля | Клімат Ледвіля | Клімат Ледвіля | Клімат Ледвіля |
| Показник                | Січ.           | Лют.           | Бер.           | Квіт.          | Трав.          | Черв.          | Лип.           | Серп.          | Вер.           | Жовт.          | Лист.          | Груд.          | Рік            |
| Абсолютний максимум, °C | 15             | 15             | 15             | 21             | 24             | 30             | 30             | 28             | 27             | 23             | 18             | 17             | 30             |
| Середній максимум, °C   | −0,7           | −0,9           | 1              | 5,6            | 10,8           | 19,6           | 20,3           | 19,3           | 18,4           | 12,3           | 2,1            | −1,8           | 8,8            |
| Середня температура, °C | −7,7           | −9,4           | −7,2           | −1,9           | 3,1            | 9,6            | 12             | 11,6           | 8,1            | 3,1            | −5,9           | −9,3           | 0,5            |
| Середній мінімум, °C    | −14,7          | −17,9          | −15,4          | −9,4           | −4,6           | −0,4           | 3,7            | 3,8            | −2,3           | −6,1           | −14            | −16,8          | −7,8           |
| Абсолютний мінімум, °C  | −33            | −35            | −28            | −25            | −14            | −10            | −2             | −3             | −12            | −20            | −27            | −32            | −35            |
| Норма опадів, мм        | 30             | 30             | 40             | 40             | 30             | 20             | 60             | 50             | 30             | 20             | 20             | 20             | 450            |
| Днів з опадами          | 9              | 8              | 9              | 10             | 7              | 4              | 8              | 9              | 5              | 5              | 6              | 9              | 89             |
| Днів з дощем            | 3              | 3              | 4              | 4              | 3              | 2              | 5              | 4              | 2              | 2              | 2              | 3              | 42             |
| Вологість повітря, %    | 65.9           | 64.1           | 62.6           | 60.4           | 55.6           | 49.1           | 55.4           | 62.7           | 56.7           | 56.3           | 60.6           | 63.6           | 59.3           |
| ----------------------- | -------------- | -------------- | -------------- | -------------- | -------------- | -------------- | -------------- | -------------- | -------------- | -------------- | -------------- | -------------- | -------------- |
| Джерело: Weatherbase    |                |                |                |                |                |                |                |                |                |                |                |                |                |

## Демографія

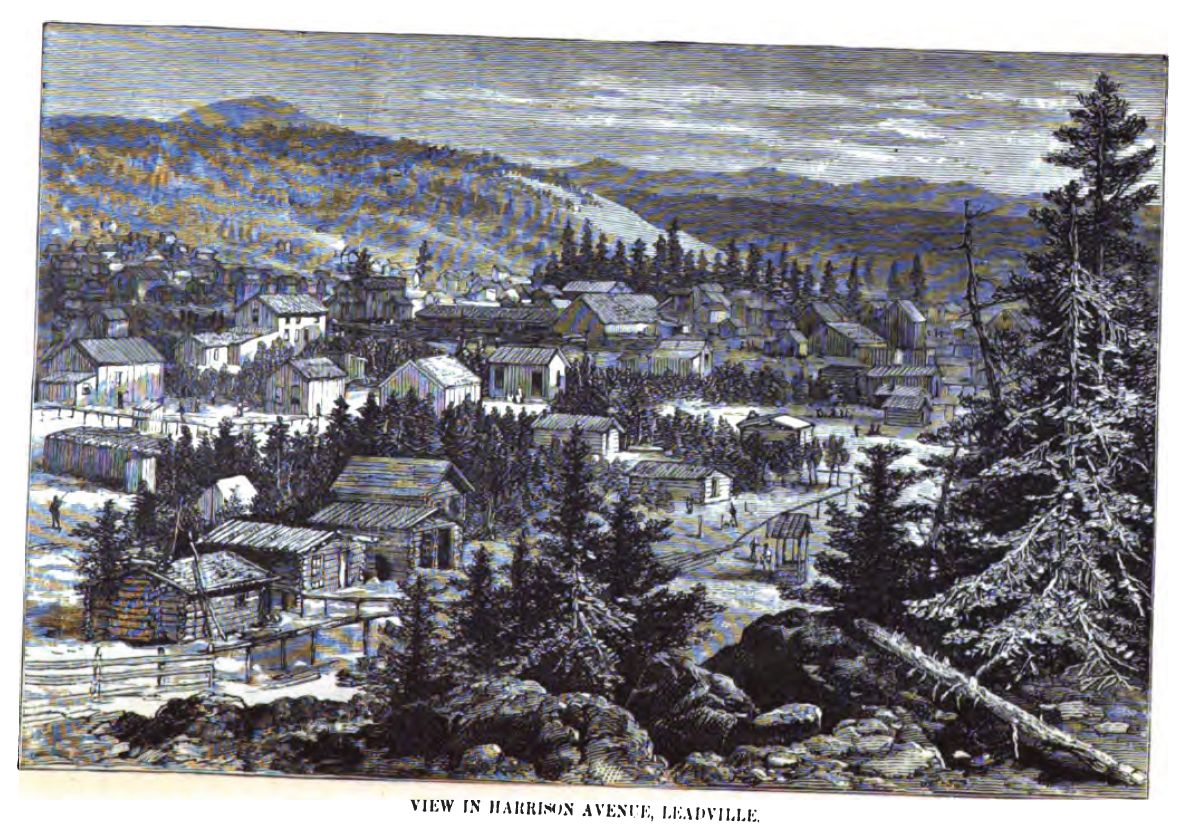
Ледвіль у 1880 році

Згідно з переписом 2010 року, у місті мешкали 2602 особи в 1202 домогосподарствах у складі 592 родин. Густота населення становила 911 особа/км².  Було 1674 помешкання (586/км²).
Расовий склад населення:
| - 87,9 % — білих - 1,8 % — корінних американців - 0,7 % — азіатів - 0,2 % — чорних або афроамериканців - 0,1 % — вихідців з тихоокеанських островів - 6,7 % — осіб інших рас |

До двох чи більше рас належало 2,6 %. Частка іспаномовних становила 28,6 % від усіх жителів.
За віковим діапазоном населення розподілялося таким чином: 20,3 % — особи молодші 18 років, 68,8 % — особи у віці 18—64 років, 10,9 % — особи у віці 65 років та старші. Медіана віку мешканця становила 36,7 року. На 100 осіб жіночої статі у місті припадало 117,2 чоловіків;  на 100 жінок у віці від 18 років та старших — 122,9 чоловіків також старших 18 років.
Середній дохід на одне домашнє господарство  становив 55 110 доларів США (медіана — 39 692), а середній дохід на одну сім'ю — 64 571 долар (медіана — 63 607). За межею бідності перебувало 6,3 % осіб, у тому числі 2,7 % дітей у віці до 18 років та 14,2 % осіб у віці 65 років та старших.
Цивільне працевлаштоване населення становило 1654 особи. Основні галузі зайнятості: освіта, охорона здоров'я та соціальна допомога — 22,9 %, роздрібна торгівля — 17,9 %, будівництво — 16,8 %.

## Транспорт
Ледвіль обслуговується Аеропортом округу Лейк, проте рейсові польоти в цей аеропорт не проводяться. Найближчі аеропорти розташовані в сотні кілометрів від Ледвіля — Регіональний аеропорт округу Ігл та Аеропорт Аспена — округу Піткін.
Через місто проходить західно-східна магістраль US 24, що з'єднує I-70 в Колорадо з I-75 в Мічигані. SH 91 з'єднує Ледвіль з I-70, це — найближчий шлях із Ледвіля до Денвера.
Залізнична лінія Ледвіль — Клаймакс нині є туристичною лінією, керованою Leadville, Colorado & Southern Railroad.